# Ballon d’Or 1958

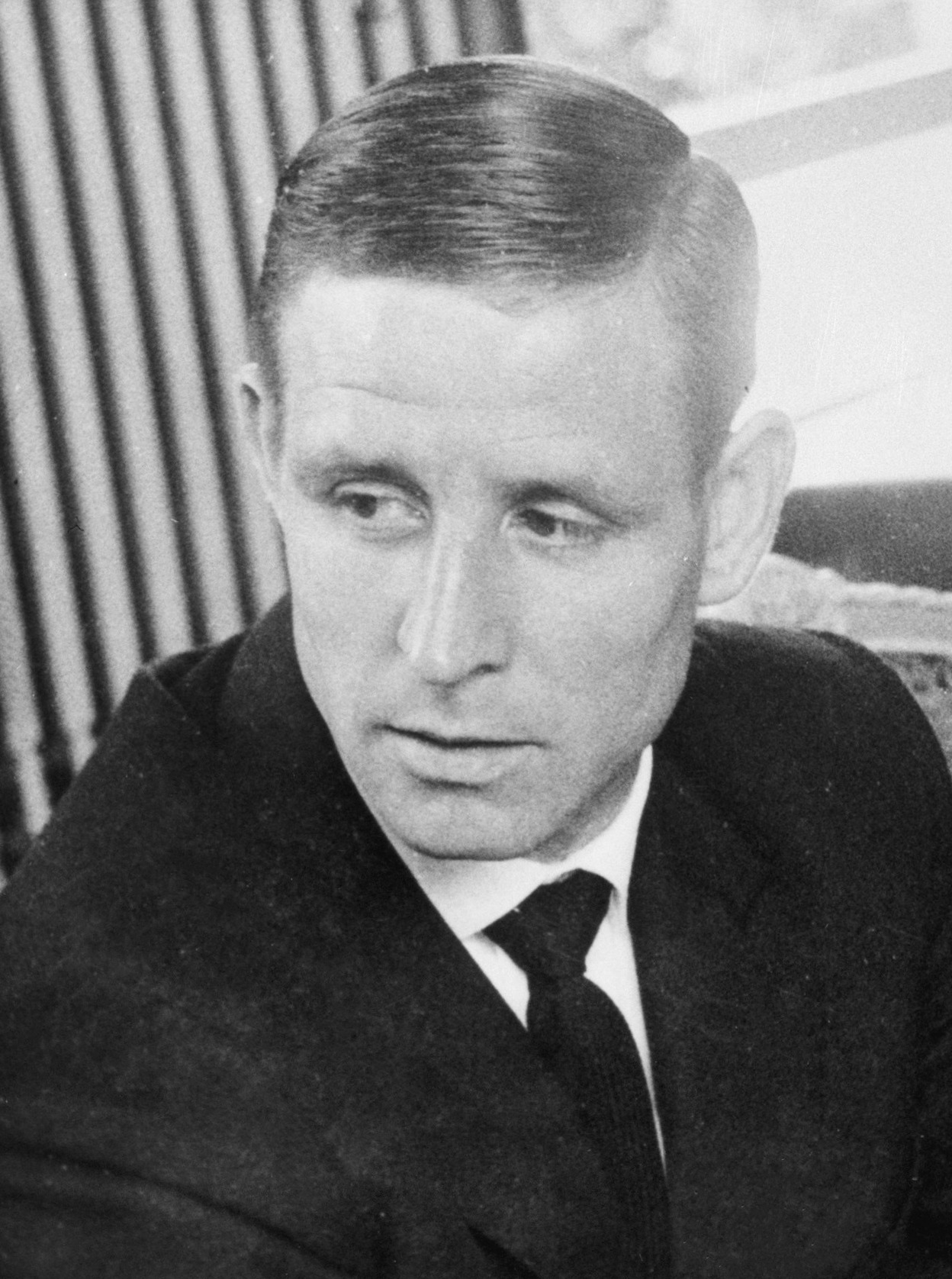
Europas Fußballer des Jahres
Raymond Kopa

Die dritte Verleihung des Ballon d’Or (französisch für Goldener Ball) der Zeitschrift France Football erfolgte 1958. Sieger wurde der französische Spieler Raymond Kopa.

## Ergebnis
Am 16. Dezember 1958 veröffentlichte France Football das Ergebnis:
1. Raymond Kopa (Real Madrid) (71)
2. Helmut Rahn (Rot-Weiss Essen) (40)
3. Just Fontaine (Stade de Reims) (23)
4. John Charles (Juventus Turin) (15)
  Kurt Hamrin (AC Florenz) (15)
5. Billy Wright (Wolverhampton Wanderers) (9)
6. Johnny Haynes (FC Fulham) (7)
7. Harry Gregg (Manchester United) (6)
  Horst Szymaniak (Wuppertaler SV) (6)
  Nils Liedholm (AC Mailand) (6)
8. Colin McDonald (FC Burnley) (5)
9. Francisco Gento (Real Madrid) (4)
  Gunnar Gren (Örgryte) (4)
10. Lew Jaschin (Dynamo Moskau) (3)
  Vujadin Boškov (FK Vojvodina Novi Sad) (3)
  Walentin Iwanow (Torpedo Moskau) (3)
  Bengt Gustavsson (Atalanta Bergamo) (3)
  Luis Suárez (FC Barcelona) (3)
11. Bruno Nicolè (Juventus Turin) (2)
 Danny Blanchflower (Tottenham Hotspur) (2)
  Iwan Kolew (ZSKA Sofia) (2)
  Lennart Skoglund (Inter Mailand) (2)
  Orvar Bergmark (Örebro) (2)
  Ladislav Novák (Dukla Prag) (2)
12. Gerhard Hanappi (Rapid Wien) (1)
  Giampiero Boniperti (Juventus Turin) (1)